# Sydbrygga

Sydbryggans (southbridge) placering i en systemarkitektur

Inom datorteknik är en sydbrygga ett chip som sköter kommunikation med periferikomponenter på ett moderkort för persondatorer (av modernare snitt). Det gäller framförallt PCI-buss och hårddisk, men även till exempel USB, printerportar och ev. RS-232-portar.